# هارو آسو
هارو آسو (ژاپنی: 麻生羽呂 هپبورن: Asō Haro) مانگاکای ژاپنی است. پس از آغاز فعالیت در سال ۲۰۰۵، او هاید اند کلوزر را به صورت سریالی‌شده از دسامبر ۲۰۰۷ تا ژوئیه ۲۰۰۹ و آلیس در سرزمین مرزی را از نوامبر ۲۰۱۰ تا مارس ۲۰۱۶ منتشر کرد.

## زندگی‌نامه
هارو آسو زادهٔ اوساکا، ژاپن است. او در دانشگاه کانسایی تحصیل می‌کرد اما بعداً آن را رها کرد. او حرفهٔ خود را به عنوان یک مانگاکا در سال ۲۰۰۵ و با مانگای یونگه! آغاز کرد. آسو در ۲۶ دسامبر ۲۰۰۷، مانگای هاید اند کلوزر را آغاز کرد. این مانگا که به صورت سریالی‌شده منتشر شد، در ۳ ژوئیه ۲۰۰۹ به پایان رسید. پس از تکمیل هاید اند کلوزر، آسو آلیس در سرزمین مرزی را در ۲۵ نوامبر ۲۰۱۰ آغاز کرد. این مانگا در ۲ مارس ۲۰۱۶ تکمیل شد. این مانگا در زمان پایان، ۱٫۳ میلیون تیراژ داشت. این مانگا همچنین در دو اثر مختلف، یک اووی‌ای و یک مجموعه تلویزیونی لایو اکشن اقتباس شد. آسو پس از تکمیل آلیس در سرزمین مرزی، قصد داشت که خود را از طراحی بازنشسته کند، هر چند که پس از انتشار این مجموعه تلویزیونی از بازنشستگی خارج شد تا یک اسپین‌آف را طراحی کند.
از ۱۹ اکتبر ۲۰۱۸، آسو مجموعه مانگای زامبی ۱۰۰: فهرست آرزوهای یک مرده را آغاز کرد و کوتارو تاکاتا تصویرگری آن را انجام داد. در ۲۰ اوت ۲۰۲۱، آسو یک مجموعه مانگای دیگر به نام نویو گرل آغاز کرد و تصویرگری آن بر عهدهٔ شیرو یوشیدا بود.

## آثار
- یونگه! (کمیک تکباره منتشر شده در ویکلی شونن ساندی چو) (۲۰۰۵)[۱]
- هاید اند کلوزر (呪法解禁!!ハイド&クローサー Juhou Kaikin!! Haido ando Kurōsā؟) (سریالی‌شده در ویکلی شونن ساندی و کلاب ساندی) (۲۰۰۷–۲۰۰۹)[۲][۳]
- آلیس در سرزمین مرزی (今際の国のアリス Imawa no Kuni no Arisu؟) (سریالی‌شده در شونن ساندی اس و ویکلی شونن ساندی) (۲۰۱۰–۲۰۱۶)[۴][۵]
- زامبی ۱۰۰: فهرست آرزوهای یک مرده (ゾン۱۰۰ ～ゾンビになるまでにしたい۱۰۰のこと～ Zon 100 ~ Zonbi ni Naru made ni Shitai 100 no Koto ~؟) (سریالی‌شده در ماهنامه ساندی جین اکس؛ تصویرگری شده توسط کوتارو تاکاتا) (۲۰۱۸–اکنون)[۱۰]
- نویو گرل (سریالی‌شده در یاواراکا اسپیریتس؛ تصویرگری شده توسط شیرو یوشیدا) (۲۰۲۱–۲۰۲۲)[۱۱]
- سکس-چان (سریالی‌شده در کامیک سی‌موآ؛ به نویسندگی تاتسوناری لوتا و تصویرگری مانو ساکاموتو) (۲۰۲۲)[۱۲]